# Potamophylax juliani
Potamophylax juliani är en nattsländeart som beskrevs av Kumanski in Kumanski och Malicky 1999. Potamophylax juliani ingår i släktet Potamophylax och familjen husmasknattsländor. Inga underarter finns listade i Catalogue of Life.